# 中国足球协会女子甲级联赛
中国足球协会女子甲级联赛，简称中女甲，是中国足球协会组织的中国女子足球第2级别联赛，2015年创立时名为“中国女子足球甲级联赛”，2018年调整为现名。
2015年，中国足协调整女足联赛系统，2014年全国女子足球联赛的前八名参加新的女子超级联赛，后八名参加女子甲级联赛。女甲联赛后扩军至10队，联赛冠军和亚军于下赛季升级到中国女子足球超级联赛，季军参加升降级附加赛与女超联赛第十名角逐女超联赛资格。直到2022年前，由于扩军需要，联赛未设降级至女子乙级联赛的名额。

## 历届冠军
| 赛季 | 冠军               | 亚军         | 季军           |
| ---- | ------------------ | ------------ | -------------- |
| 2015 | 山东济南人防设计院 | 河南十三香   | 广东海印       |
| 2016 | 河北华夏幸福       | 浙江莱茵达   | 河南徽商       |
| 2017 | 武汉江大           | 河南徽商     | 浙江莱茵达     |
| 2018 | 广东女足           | 浙江女足     | 山东体彩       |
| 2019 | 山东体彩           | 浙江女足     | 河北华夏幸福   |
| 2020 | 四川女足           | 陕西说实创投 | 大连人         |
| 2021 | 陕西女足           | 广州         | 重庆永川莱茵达 |
| 2022 | 浙江杭州女足       | 永川茶山竹海 | 中国U-17       |
| 2023 | 海南琼中           | 河北女足     | 武汉三镇武体   |
| 2024 | 辽宁沈北禾丰       | 四川女足     | 广西平果呗侬   |

## 外部連結
- 中国足球协会官方网站女足专区